# Un'avventura molto pericolosa
Un'avventura molto pericolosa (White Wolves: A Cry in the Wild II) è un film del 1993 diretto da Catherine Cyran. È il primo sequel del film del 1990 Grido nella foresta.

## Trama
Cinque adolescenti con la passione per l'avventura e decidono un giorno di attraversare la Catena delle Cascate. Ma la loro piccola avventura diventerà qualcosa di più di una semplice vacanza di due settimane.